# Sarah Mkhonza
Sarah Mkhonza, née en 1957 à Siphofaneni, est une écrivain de l'Eswatini, récipiendaire en 2005 du prix Oxfam Novib/PEN pour la liberté d'expression.

## Biographie
Sarah Mkhonza a été forcée de quitter l'Eswatini en 2003, à la suite de menaces portées sur elle et sa famille. Ses prises de position contre le gouvernement lui ont en effet valu menaces, attaques et une hospitalisation. À l'université de l'Eswatini, son bureau a été vandalisé à deux reprises. 
Elle est également connue pour sa défense de la condition des femmes dans son pays.

## Œuvres
Sarah Mkhonza a écrit plusieurs romans parmi lesquels What the Future Holds et Pains of a Maid.